# 研究領域基準

アメリカ国立精神衛生研究所は、RDoCの構想を監督している。

研究領域基準（Research Domain Criteria, RDoC）は、アメリカ国立精神衛生研究所によって構想され開発されている計画である。対照的に精神障害の診断と統計のマニュアルはアメリカ精神医学会が継続している。RDoCの目的は、精神障害を理解するための、生物学的に正当性のある枠組みである。RDoCは、遺伝学、神経科学、行動科学のような近代的な研究手法に基づく精神障害の分類法を作る試みである。